# Ursula de Boor
Ursula de Boor (verheiratete Seemann), auch Ursel genannt, (* 3. März 1915 in Kirchhain bei Marburg; † 5. Mai 2001 in Marburg) war eine deutsche Ärztin und Mitglied der Weißen Rose Hamburg, einer Widerstandsgruppe gegen den Nationalsozialismus.

## Leben und Wirken
Ursula de Boor war die Tochter der Lyrikerin Lisa de Boor (1894–1957) und des Offiziers und Juristen Wolfgang de Boor. Sie kam 1940 von Heidelberg nach Hamburg und arbeitete zunächst im Hilfskrankenhaus St. Georg als Assistenzärztin. Im Oktober 1941 wurde sie in die Kinderklinik des Universitäts-Krankenhaus Eppendorf (UKE) unter Rudolf Degkwitz (senior) versetzt. Hier war sie maßgeblich am Aufbau der candidates of humanity beteiligt, einer Gruppe von jungen Ärzten und Medizinstudenten, die sich in ihrer ablehnenden Haltung gegenüber dem NS-Regime zusammenfanden. Über persönliche Kontakte, insbesondere über die Studenten Frederick Geussenhainer und Albert Suhr, war die Gruppe mit weiteren Widerstandskreisen in Hamburg verknüpft. Nach dem Krieg wurde dieser Zusammenhang Nebenzweig der Weißen Rose oder auch Weiße Rose Hamburg genannt.
Ursula de Boor wurde am 20. Dezember 1943 von der Gestapo verhaftet, zunächst in der Jugendarrestanstalt Bergedorf und ab dem 8. Januar 1944 im Polizeigefängnis Fuhlsbüttel in Einzelhaft untergebracht. Der Haftgrund lautete: „Abhören feindlicher Sender und Weitergabe der Nachrichten, Ausleihen verbotener Bücher und Schriften, Teilnahme an kommunistischen Versammlungen.“ Im November 1944 erfolgte die Überstellung als Untersuchungsgefangene des Volksgerichtshof in das Frauenzuchthaus Cottbus. Die Anklage gegen sie lautete, wie bei 23 weiteren Mitgliedern der Widerstandsgruppe, Vorbereitung zum Hochverrat.
Im Februar 1945 wurde Ursula de Boor zusammen mit etwa 500 anderen Gefangenen vor der herannahenden Roten Armee in das Gefängnis nach Bayreuth verlegt. Es war geplant, dass hier der Volksgerichtshof weiter tagen sollte. Die Hauptverhandlung gegen sie fand jedoch am 19. April 1945 vor dem Volksgerichtshof in Hamburg in Abwesenheit der Angeklagten statt. Sie war bereits am 14. April 1945 in Bayreuth von Angehörigen der US-Armee befreit worden.
Nach dem Krieg arbeitete sie wieder in Heidelberg, wo sie ihren späteren Mann, den Arzt Dr. Walter-Fritz Seemann kennenlernt. Später übernahm ihr Mann die Leitung einer Herzklinik in Bad Salzuflen, sie kümmerte sich zunächst um die vier gemeinsamen Kinder, bevor sie eine eigene Praxis als Kinderärztin eröffnete. Als das Ehepaar 1982 in den Ruhestand ging, zog es wieder in das Elternhaus von Ursula Seemann am Rotenberg in Marburg.
Ihr zu Ehren wurde im Jahr 2016 die Ursula-de-Boor-Straße im Hamburger Stadtteil Langenhorn benannt.
Ihre Brüder waren der Psychiater, Gerichtsgutachter und Gründer des Instituts für Konfliktforschung der Universität Köln Wolfgang de Boor (1917–2014) und der Psychoanalytiker und Leiter des Sigmund-Freud-Instituts in Frankfurt am Main, Clemens de Boor (1920–2005).